# Bruno Gregoretti (nave)
La nave da supporto multiruolo Bruno Gregoretti (identificativo CP 920) è un'unità navale della Guardia Costiera italiana realizzata nei cantieri navali Megaride società cooperativa di Napoli.

## Caratteristiche
L'unità è pensata per svolgere funzioni di vigilanza sulle attività di pesca ai fini di tutelare il patrimonio ittico. Si tratta di una nave da supporto lunga oltre 60 metri in grado di fornire un punto d'appoggio in alto mare utile a contrastare la pesca di frodo e più in generale qualsiasi attività illegale, pur essendo in grado di svolgere anche altri ruoli tra cui ricerca e soccorso (SAR), operazioni di protezione civile e polizia marittima, controllo dell'immigrazione, antinquinamento, operazioni di comando e controllo, addestramento e può fungere da rimorchio.
La propulsione può essere diesel o diesel-elettrica ed è garantita da due motori entrobordo in grado di erogare 1750 kW di potenza ciascuno che permettono alla nave di raggiungere una velocità massima di 15 nodi. L'imbarcazione può operare a bassi regimi con propulsione ibrida ad una velocità fino agli 8 nodi per ridurre i consumi e l'impatto ambientale. L'autonomia è di 990 miglia nautiche. L'equipaggio è composto da 31 membri.
Lo scafo è in acciaio e l'unità, a causa del suo ruolo principale di vigilanza pesca, è attrezzata con due gru elettroidrauliche in grado di sollevare 12 tonnellate e un verricello salpa reti. È predisposta per l'uso di un sottomarino a comando remoto e di un side-scan sonar. È inoltre dotata di tre imbarcazioni pneumatiche ausiliarie di 7,1 m di lunghezza. L'armamento è costituito da due mitragliatrici MG calibro 7,62 mm.